# Arròs amb crosta
La crosta (als restaurants exportat com a arròs en crosta o costra) és un plat d'arròs típic del País Valencià, més concretament a la zona de la Marina (Callosa d'en Sarrià i Pego), la Safor, el Baix Segura i el Camp d'Elx (el Baix Vinalopó), ací conegut amb la variant fonètica costra. S'hi solen posar llonganisses, botifarres, blanquets i mandonguilles, i es cobreix amb ou mentre encara cou. Es cuina en una cassola de fang, amb foc de llenya, i al sud s'acaba amb un artefacte anomenat costrera, que consisteix en una mena de tapadora metàl·lica amb la qual es cobreix l'arròs quan ja està gairebé fet, sobre la qual es dipositen les brases que queden de la cocció, amb la finalitat de torrar la crosta d'ou.
Com que habitualment no es disposa d'aquest utensili, en la pràctica domèstica es finalitza la cocció al forn, el que afegeix l'avantatge addicional que no és fàcil que es «passi» l'arròs.